# Пол Джюелл
Пол Джюелл (англ. Paul Jewell, нар. 28 вересня 1964, Ліверпуль) — колишній англійський футболіст, що грав на позиції нападника. По завершенні ігрової кар'єри — футбольний тренер.
Виступав за клуби «Віган Атлетік», «Бредфорд Сіті» та «Грімсбі Таун». На посаді тренера працював з клубами «Бредфорд Сіті», «Шеффілд Венсдей», «Віган Атлетік», «Дербі Каунті» та «Іпсвіч Таун»

## Ігрова кар'єра
Народився 28 вересня 1964 року в місті Ліверпуль. Вихованець футбольної школи «Ліверпуля», але оскільки в той час на його позиції панували видатні ліверпульці Іан Раш і Кенні Далгліш, Пол так і не зміг пробитися в першу команду, після чого вирішив продовжити свою кар'єру в іншому місці.
У грудні 1984 року він був проданий в «Віган Атлетік» за 15 тисяч фунтів. Його дебют у новій команді відбувся в матчі проти «Ротерем Юнайтед», що закінчився з нічийним рахунком 3:3. У загальній складності Пол провів у складі «Вігана» 137 матчів та забив 35 голів, перш ніж був проданий в «Бредфорд Сіті» за 80 тисяч фунтів. У цій команді Джюелл провів 10 років, з'явившись в основі 269 раз і забивши 56 голів.
1995 року Джюелл був відданий в оренду в «Грімсбі Таун», після повернення з якої допоміг своїй команді вибратися з Другого дивізіону і провів з командою ще два сезони в Першому дивізіоні, після чого завершив ігрову кар'єру.

## Кар'єра тренера

### «Бредфорд Сіті»
Свою тренерську кар'єру Джюелл почав ще 1995 року, будучи гравцем «Бредфорд Сіті». Тоді він був помічником головного тренера Кріса Камара. На початку сезону 1997/98 «Бредфорд Сіті» займав першу позицію в турнірній таблиці, набравши 13 очок в перших п'яти іграх. Однак, після вдалого старту команда покотилася по похилій, внаслідок чого показники клубу різко погіршилися. Це стало приводом для того, щоб 6 січня 1998 року керівник «Бредфорда» Джефрі Річмонд попросив Камара залишити свій пост і запропонував зайняти місце головного тренера Джюеллу. Дебют Пола на тренерському містку закінчився перемогою над «Стокпорт Каунті» з рахунком 2:1.
Після того команда Джюелла в 21 матчі завоювала 6 перемог і 5 разів зіграла внічию, що дозволило їй зайняти 13 місце в лізі. Незважаючи на не зовсім хороший результат, керівництво клубу все ж вирішило продовжити контракт з Полом. У наступному сезоні «Бредфорд Сіті» не зовсім виразно почав сезон, вигравши лише одного разу в перших семи іграх, але незабаром злетів у верхню частину турнірної таблиці і в другій половині сезону впевнено переслідував «Сандерленд», перебуваючи на другому місці. А після посилення декількома гравцями, Джуелл вивів команду в лідери турніру, тим самим дозволивши «Бредфорд Сіті» брати участь у Прем'єр-лізі вперше за останні 77 років.
Для команди Джюелла виступи в Прем'єр-лізі давались досить важка, однак це не завадило «Бредфорд Сіті», всупереч всяким очікуванням, зайняти наприкінці сезону сімнадцяту сходинку в турнірній таблиці та залишитися в елітному дивізіоні. Крім того в останньому матчі сезону бредфордці на своєму стадіоні обіграли «Ліверпуль» з рахунком 1:0, тим самим, позбавивши «червоних» можливості брати участь в Лізі чемпіонів у наступному сезоні.
Через кілька днів після закінчення сезону Джюелл хотів покинути пост головного тренера, оскільки вважав, що здобутий його командою результат був дуже розчаровуючим, проте керівництво клубу відмовилося підписувати документи, пояснюючи це тим, що це був відмінний сезон для «Бредфорд Сіті», який шокував всю Англію.

### «Шеффілд Венсдей»
У підсумку Джюелл після повернення з літньої відпустки все ж домігся свого та перейшов в інший клуб, підписавши контракт з клубом Першого дивізіону «Шеффілд Венсдей». Незважаючи на високі амбіції, Джюелл зі своїм новим клубом так і не зміг домогтися нічого серйозного і після восьми місяців невдалого керівництва командою, він був звільнений з посади головного тренера в лютому 2001 року. Найяскравішими моментами його тренерської кар'єри в «Венсдей» були дві перемоги в Кубку ліги: спершу в дербі над «Шеффілд Юнайтед», а згодом і над «Вест Гем Юнайтед», що грав тоді в Прем'єр-лізі.

### «Віган Атлетік»
У червні 2001 року підписав контракт з клубом «Віган Атлетік», що грав тоді в Другому дивізіоні. Джюелл в сезоні 2002/03 зміг вивести команду в Перший дивізіон, зайнявши з командою першу сходинку в таблиці другого дивізіону. На той момент, цей результат був найбільшим досягненням для клубу за всю історію існування «Вігана». По ходу сезону 2003/04 Джюел зі своєю командою був одним з лідерів першого дивізіону, однак, програвши у вирішальному поєдинку «Крістал Пелас», Полу довелося затриматися в першому дивізіоні ще на один сезон. В останній день сезону 2004/05 Джюел все-таки вивів свою команду на вершину турнірної таблиці, давши тим самим можливість «Вігану» вперше за всю історію клуба виступати в Прем'єр-лізі.
Дебют «Вігана» у Прем'єр-лізі був не дуже вдалим — команда на останніх хвилинах пропустила гол від Ернана Креспо, проте в наступному матчі Джюел зі своїми підопічними добився позитивного результату, відправившись в гості до «Сандерленда». Також у цьому сезоні «Віган» був розгромлений у фіналі Кубка ліги з рахунком 0:4 у матчі проти «Манчестер Юнайтед».
Ім'я Пола Джюелла також пов'язували зі збірною Англії після того як Свен-Йоран Ерікссон покинув свій пост, але його місце все-таки дісталося Стіву Макларену. 11 лютого 2007 року, після того як «Віган» зазнав поразки від «Арсеналу», Джюелл грубо висловився на адресу арбітра Філа Дауда, вважаючи, що той не призначив стовідсотковий пенальті у ворота лондонців і не скасував гол, забитий у ворота «Вігана», на його думку, з офсайду. У відповідь на ці заяви ФА оштрафувала Джюелла на 2000 фунтів та відсторонила від двох наступних матчів. У заключний день сезону (13 травня) 2006/07 Джуел зумів уберегти свою команду від вильоту з Прем'єр-ліги, обігравши в останньому турі «Шеффілд Юнайтед». Наступного дня Пол покинув команду.

### «Дербі Каунті»
На початку сезону 2007/08 Джюелла пов'язували з багатьма клубами в тому числі з «Лестер Сіті». Також були висунуті версії про те, що Пол повернеться в «Віган Атлетік» (на місце звільненого Кріса Гатчінгса) або встане біля керма збірної Ірландії. Чутки припинилися 28 листопада 2007 року, коли Джюелл був представлений як новий головний тренер «Дербі Каунті». Вперше Пол зміг добитися перемоги як тренер нового клубу в Кубку Англії (матч, виграний по пенальті у «Шеффілд Венсдей»).
Його шістнадцята гра відбулася 23 лютого 2008 року проти колишніх підопічних. Тоді «Дербі» грав у гостях у «Вігана» та зазнав поразки з рахунком 0:2, це означало те, що Джюелл допоміг своїй команді встановити новий антирекорд — 21 гра в лізі без перемог. 29 березня того ж року, після нічийного результату в матчі з «Фулгемом», стало ясно, що «Дербі» вилетить з Прем'єр-ліги — на той момент в їх активі було всього 11 очок. Це був ще один антирекорд Джюелла.
Не зважаючи на погані результати Джюелл залишився менеджером команди і в сезоні 2008/09 і незабаром здобув перемогу. Це сталося в другій зустрічі з «Лінкольн Сіті» в рамках першого раунду Кубка ліги. Він пішов у відставку в грудні того ж року, після того, як його команда в черговий раз зазнала поразки, програвши «Іпсвіч Таун» з рахунком 0:1 і посіла 18 сходинку у турнірній таблиці.

### «Іпсвіч Таун»
10 січня 2011 року стало відомо про призначення Джюелла тренером «Іпсвіч Тауна», і через 3 дні йому був запропонований контракт на постійній основі, таким чином він замінив виконуючого обов'язки головного тренера Іана Макпарланда. Протягом перших двох сезонів команда була середняком Чемпіоншіпу, проте новий сезон 2012/13 «трактористи» розпочали вкрай невдало, здобувши в 11 матчах лише одну перемогу, і після домашньої поразки з рахунком 1-2 від «Дербі Каунті», як і раніше маючи всього 7 очок в активі, опустилися на останнє місце в турнірній таблиці. Після цього Джюелл у жовтні 2012 року був звільнений з посади.

### «Вест-Бромвіч Альбіон»
У січні 2015 року був назначений асистентом менеджера в клубі Прем'єр-ліги «Вест-Бромвіч Альбіон», але вже за тиждень покинув команду .